# Tannstein-Klasse
Die als Tannstein-Klasse bezeichnete Schiffsklasse ist eine Baureihe von acht Frachtschiffen des Norddeutschen Lloyd (NDL). Die Schiffe waren verbesserte Nachbauten der reedereieigenen Brandenstein-Klasse.

## Geschichte

### Bau
Nach der weitgehenden Lockerung der Schiffbaubeschränkungen des Potsdamer Abkommens baute der Norddeutsche Lloyd ab 1950 seine Frachtschiffsflotte erneut auf. Angefangen mit Baureihen wie der Rheinstein-Klasse und Zukäufen wuchs die NDL-Flotte wieder kontinuierlich. 1954 bestellte der Norddeutsche Lloyd beim Bremer Vulkan eine aus der Brandenstein-Klasse weiterentwickelte Baureihe für den Nordatlantik-Dienst. Am 20. Juli 1955 konnte die Reederei die Tannstein, das Typschiff, von der Werft übernehmen. Am 29. Dezember 1956 konnte das letzte Schiff des Oktetts, die Bodenstein, übernommen werden.

#### Unterschiede in der Baureihe
Die Tannstein und das nachfolgende Schiff, die Torstein, erhielten aus Kostengründen eine ungewöhnliche, aus zwei Motoren bestehende Antriebskonfiguration. Dabei arbeitete jeweils ein 1939 gebauter MAN-Zweitakt-Dieselmotor aus Restbeständen der Danziger Werft mit einem 6-Zylinder-Viertaktdieselmotor des Typs MAN 45/66 auf ein gemeinsames Getriebe. Mit 14,5 Knoten zeigten sich diese Schiffe aber als zu langsam, weshalb beide Schiffe 1962 bei den Howaldtswerken in Hamburg einen 8480 PS starken 8-Zylinder-Zweitaktmotor des Typs MAN K8Z 70/120 erhielten. Dieser ermöglichte schließlich 17 Knoten. Die Birkenstein und alle folgenden Schiffe erhielten einen Zweitakt-Dieselmotor vom Typ MAN G8Z 78/140 mit 9000 PS. Äußerlich erkennbar war die andere Motorisierung an verlängerten Schornsteinen und einem Unterschied auf dem Bootsdeck der Aufbauten, durch den die Kammern des Kapitäns und des Ersten Offiziers erweitert wurden. Die letzten drei Schiffe der Serie, Blankenstein, Bartenstein und Bodenstein, verfügten über eine verlängerte Back mit größerem vorderen Laderaum und waren bei gleichen Abmessungen als Volldecker vermessen.

### Einsatz beim NDL
Die drei ersten Schiffe, die Tannstein, Torstein und Birkenstein, wurden für den Westküste-Südamerika-Dienst eingesetzt, parallel dazu liefen vergleichbar große HAPAG-Schiffe im gemeinsam betriebenen Dienst. Bis 1959 waren die Tannstein und Torstein bei der Roland-Linie Schiffahrtsgesellschaft eingetragen und wurden danach direkt in den NDL eingegliedert. Die Gesellschaft fungierte als Bauträger und Käufer der Frachter. Der Lloyd hatte sie wieder aufleben lassen, um in den Nachkriegsjahren einer Beschlagnahme aufgrund etwaiger Altschulden aus dem Weg zu gehen. Dasselbe Verfahren wurde unter der Orlanda-Reederei GmbH für die folgenden vier Schiffe angewandt. Die letzten zwei Schiffe werden direkt vom NDL übernommen. Die letzten fünf Einheiten wurden in den gemeinsamen Nordatlantikdienst mit der Hapag eingegliedert, wodurch wöchentliche Abfahrten nach New York, Philadelphia, Baltimore, Norfolk und Newport News angeboten werden konnte. Die ersten sechs Schiffe erhielten erst 1959, bei der Eingliederung in den Lloyd, lloydgelbe Schornsteine.

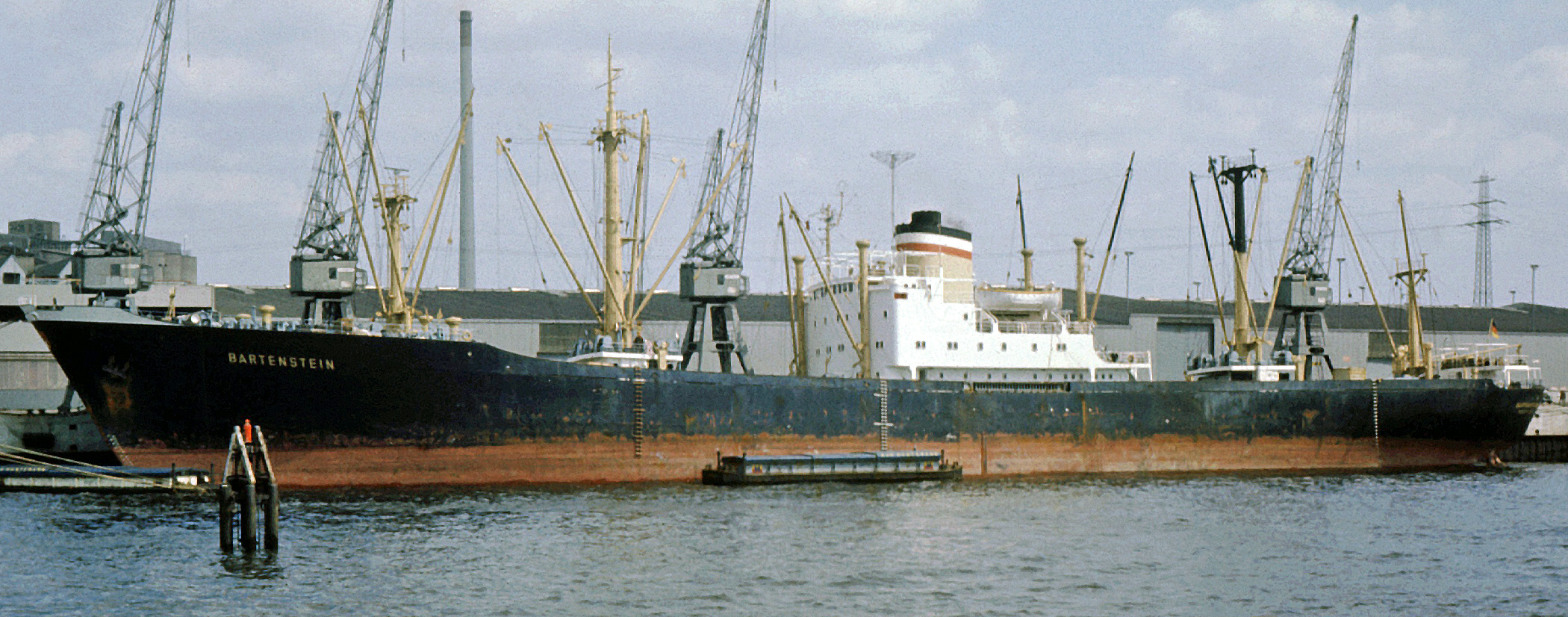
Bartenstein nach der HAPAG-Lloyd-Fusion

Die Baureihe ging bei der Fusion des NDL mit der HAPAG in das gemeinsame Eigentum der neuen Hapag-Lloyd über, wurde aber weiterhin im normalen Dienst eingesetzt. Später verdrängt die zunehmende Containerisierung zuerst die Schiffe des Nordatlantikdienst in andere Fahrtgebiete. 1972 veräußerte Hapag-Lloyd die Tannstein und die Torstein an die Ocean Tramping Company in Mogadischu. Die verbliebenen sechs Schiffe werden Oktober/November 1974 in die Hapag-Lloyd International SA in Panama ausgegliedert, aber weiter mit Bremen als Heimathafen betrieben. Am 7. Oktober 1976 wurde die Breitenstein von der Soc. Armadora Diego Ass. in Panama angekauft und als Diego weiterbetrieben, die Bischofsstein ging am 13. Dezember 1976 als Pantera an die Mediterranean Shipping Company (MSC). Die Bodenstein wurde im April 1977 an die Chung Chiao Shipping in Singapur verkauft. Die Pacific International Lines (PIL) aus Singapur übernahm mit der Birkenstein, Blankenstein und Bartenstein in den Monaten August und September 1977 schließlich die letzten drei Schiffe und setzte sie als Kota Berani, Kota Bakti und Kota Benar in Fahrt.

### Spätere Karriere
Obgleich als letztes Schiff der Baureihe entstanden, traf die ehemalige Bodenstein am 15. Juni 1979 unter dem Namen New Panther als erstes zum Abbruch in Hsinkiang ein. Zweieinhalb Jahre später, am 30. Dezember 1982 erreichte die Diego die Abwrackwerften bei Gadani in Pakistan zur Verschrottung. 1983 wurden sowohl die Pantera der MSC, als auch die beiden PIL-Schiffe Kota Bakti und Kota Benar abgewrackt. Die Tannstein und die Torstein wurden ab Dezember 1972 als Meiru und Meiki von der Reederei Ocean Tramping Company in Mogadischu eingesetzt, 1976 und 1977 unter Panama-Flagge gebracht und ebenso wie die Kota Berani, obwohl sie die ältesten Schiffe waren, erst 1986 als letzte Schiffe der Serie abgebrochen.

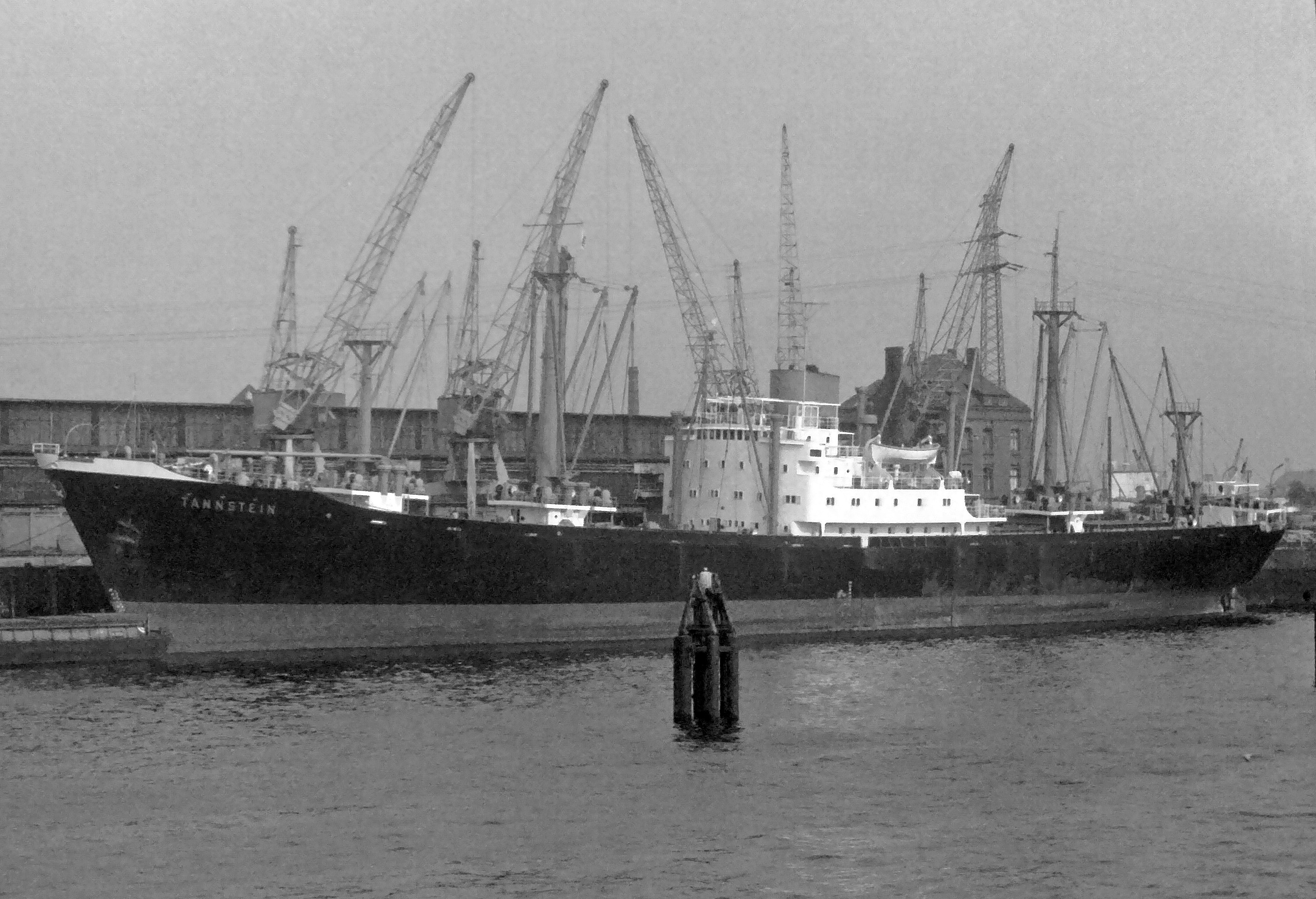
Tannstein 1968 im Hamburger Hafen

## Die Schiffe
| Die Frachtmotorschiffe der Tannstein-Klasse | Die Frachtmotorschiffe der Tannstein-Klasse | Die Frachtmotorschiffe der Tannstein-Klasse | Die Frachtmotorschiffe der Tannstein-Klasse | Die Frachtmotorschiffe der Tannstein-Klasse | Die Frachtmotorschiffe der Tannstein-Klasse | Die Frachtmotorschiffe der Tannstein-Klasse |
| ------------------------------------------- | ------------------------------------------- | ------------------------------------------- | ------------------------------------------- | ------------------------------------------- | ------------------------------------------- | ------------------------------------------- |
| Bauname                                     | Stapellauf Ablieferung                      | Bau- nummer                                 | Vermessung                                  | Antrieb                                     | Verbleib                                    |                                             |
| Tannstein                                   | 4. Mai 1955 20. Juli 1955                   | 843                                         | 5572 BRT                                    | 2 × MAN-Dieselmotor                         | Abbruch 1986 in Nantong                     |                                             |
| Torstein                                    | 7. Juni 1955 25. August 1955                | 848                                         | 5572 BRT                                    | 2 × MAN-Dieselmotor                         | Abbruch 1986 in China                       |                                             |
| Birkenstein                                 | 6. September 1955 8. Dezember 1955          | 844                                         | 5798 BRT                                    | 1 × MAN-Achtzylinder-Dieselmotor            | Abbruch ab 10. Juni 1986 in Kaohsiung       |                                             |
| Breitenstein                                | 1. November 1955 7. Juli 1956               | 846                                         | 5794 BRT                                    | 1 × MAN-Achtzylinder-Dieselmotor            | Abbruch ab 30. Dezember in Gadani           |                                             |
| Bischofsstein                               | 28. November 1955 4. Februar 1956           | 850                                         | 5794 BRT                                    | 1 × MAN-Achtzylinder-Dieselmotor            | Abbruch ab 19. März 1983 in Gadani          |                                             |
| Blankenstein                                | 20. Juni 1956 30. August 1956               | 857                                         | 5827 BRT                                    | 1 × MAN-Achtzylinder-Dieselmotor            | Abbruch ab 8. April 1983 in Kaohsiung       |                                             |
| Bartenstein                                 | 2. August 1956 4. Oktober 1956              | 861                                         | 5827 BRT                                    | 1 × MAN-Achtzylinder-Dieselmotor            | Abbruch ab 3. Juli 1983 in Bangkok          |                                             |
| Bodenstein                                  | 16. Oktober 1956 29. Dezember 1956          | 862                                         | 5827 BRT                                    | 1 × MAN-Achtzylinder-Dieselmotor            | Abbruch ab 15. Juni 1979 in Hsinkiang       |                                             |